# 沃洛斯奥林匹亚1937足球俱乐部
沃洛斯奥林匹亚1937足球俱乐部 （希臘語：Αθλητικός Σύλλογος Ολυμπιακός ΒΒόλου 1937），希腊沃洛斯市的一个足球俱乐部。该俱乐部创建于1937年。2011年7月，该队卷入足球丑闻，降入第4级别的德尔塔联赛，但是该队拒绝了这一降级决定，经过14个月的僵持，希腊足球协会同意该队参加希腊足球甲级联赛。

## 荣誉
- 希腊足球甲级联赛
  - 冠军 (4): 1961–62, 1966–67, 1970–71, 2009-10
- 希腊足球乙级联赛
  - 冠军 (2): 1985–86, 1998–99
- 希腊杯足球赛
  - 半决赛 (1): 2010–11
- 州际锦标赛
  - 冠军 (1): 1954–55